# Statuten van Litouwen

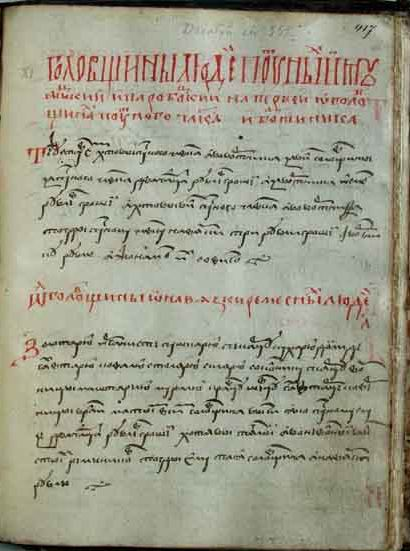
Een blad uit het Eerste Statuut van Litouwen

De Statuten van Litouwen, officieel bekend als de Statuten van het Grootvorstendom Litouwen, was een zestiende-eeuwse codificatie van het recht van het groothertogdom Litouwen. De Statuten bestonden uit drie verschillende codes (1529, 1566 en 1588) en waren opgesteld in het Oudroetheens.

## Eerste Statuut
Het doel van het opstellen van het allereerste statuut was het standaardiseren en verzamelen van de vele vormen van gewoonterecht die in Litouwen in gebruik waren. In 1522 werd door de groothertog een commissie ingesteld voor het schrijven van een statuut. Deze werd in 1529 ingevoerd en bestond uit 282 artikelen en 13 hoofdstukken. Het was gedeeltelijk ontleend aan het oude wetboek de Russkaya Pravda van het Kievse Rijk.

## Tweede Statuut
Het Tweede Statuut werd opgesteld in opdracht van koning Sigismund II August van Polen en de nieuwere versie was een herziene en uitgebreide versie van het Eerste Statuut. Deze versie bestond uit veertien hoofdstukken en 367 artikelen. De vernieuwingen die in het nieuwe statuut waren vastgelegd betroffen de gelijkheid van katholieke en orthodoxe christenen, de uitbreiding van het Litouws recht naar de provincie Volhynia en de introducties van nieuwe privileges voor de adel.

## Derde Statuut
Na de Unie van Lublin werden de staatswetten opnieuw gewijzigd. De commissie die het nieuwe statuut samenstelde was een dwarsdoorsnede van nationaliteiten en religies en lijkt uit te zijn geweest op een combinatie van Poolse en Litouwse wetten. De drijvende kracht achter het nieuwe statuut was kanselier Lev Sapieha. Het eindresultaat was erop gericht om de speciale belangen van het groothertogdom te beschermen. De veertien hoofdstukken van het Derde Statuut werden goedgekeurd door koning Sigismund III van Polen en bekrachtigd door de Sejm.